# Il milione - Quaderno veneziano
Il milione - Quaderno veneziano è un monologo teatrale di Marco Paolini.

## Trama
L'opera è interamente un monologo che si svolge sullo sfondo della laguna veneziana. Campagne, uomo di terraferma, viaggia in barca con l'amico Sambo, vogatore alla veneta ed esperto dell'isola e del suo territorio, raccontandogli un millennio di storia repubblicana, dalle prime palafitte alle devastazione ambientale e architettonica del Novecento, fino al disagio degli abitanti della Serenissima nel vivere in una città così bistrattata.

## Rappresentazione
Il 10 settembre 1998, l'opera è stata trasmessa dall'Arsenale di Venezia in diretta su Rai2. Nello stesso anno, i brani originali suonati dal vivo sono stati incisi su CD dall'etichetta Consorzio Produttori Indipendenti. A questo spettacolo ricco di metrica, seguì l'allestimento di Bestiario, del quale Paolini affermò: «è un bestiario veneto, è una ricognizione di poesia, è un'indagine sui poeti che hanno molto usato il dialetto delle mie parti».
Nel 2011, Il Milione è stato allestito a Campo San Trovaso e a Campo Madonna dell'Orto a Venezia e trasmessa ., con un inizio inedito a Milano, ed infine nel 2017 in una nuova rivisitazione che ha inteso «dar dignità agli sforzi di chi ha deciso di continuare ad abitare nella città più scomoda d'Italia», rappresentata nella cornice di Villa Pisani a Stra e di Palazzo Barberini a Roma.